# Duszność
Duszność (łac. dyspnoe) – subiektywne odczucie braku powietrza, bardzo często połączone ze wzmożonym wysiłkiem mięśni oddechowych.
Przyczyny duszności:
1. schorzenia układu oddechowego,
2. schorzenia układu krążenia,
3. choroby klatki piersiowej i mięśni,
4. choroby ośrodkowego układu nerwowego,
5. zwiększone zapotrzebowanie na tlen,
6. zmniejszony dowóz tlenu,
7. psychogenne.

Duszność można podzielić na ostrą i przewlekłą.
- Duszność ostra występuje gdy mamy do czynienia z:
  - obrzękiem płuc,
  - astmą oskrzelową,
  - odmą opłucnową,
  - zatorem tętnicy płucnej,

- Duszność przewlekła powodowana jest przez:
  - astmę oskrzelową,
  - płyn w jamie opłucnej,
  - przewlekłą niewydolność serca,
  - przewlekłą obturacyjną chorobę płuc (POChP),
  - zmiany naciekowe płuc.

Innym podziałem duszności jest podział ze względu na pochodzenie i tak wyróżnia się:
- duszność sercowa:
  - obrzęk płuc,
  - astma sercowa,
  - niewydolność serca,
  - zatorowość płucna,
- duszność płucna:
  - odma opłucna,
  - płyn w jamie opłucnej,
  - astma oskrzelowa,
  - przewlekła obturacyjna choroba płuc (POChP),
  - nacieki płucne,
- inne przyczyny:
  - wstrząs,
  - niedokrwistość,
  - napad lękowy,
  - zatrucie tlenkiem azotu lub tlenkiem węgla.